# The Saturday Night Kid
The Saturday Night Kid is een stomme film uit 1929 onder regie van A. Edward Sutherland. De film is gebaseerd op het toneelstuk Love 'Em and Leave 'Em van George Abbott. Jean Harlow heeft een figurantenrol in de film. Ze kwam voor in een scène waarin ze uiteindelijk Clara Bow's jurk mocht dragen, aangezien zij te veel gewicht was aangekomen. Bow vroeg aan haar ontwerpster of de toen nog onbekende Harlow haar jurk aanmocht. Harlow vergat de gunst nooit.
De film is een nieuwe versie van Love 'Em and Leave 'Em (1926) met Louise Brooks.

## Rolverdeling
| Acteur          | Personage     |
| --------------- | ------------- |
| Clara Bow       | Mayme         |
| Jean Arthur     | Janie         |
| James Hall      | Bill          |
| Edna May Oliver | Miss Streeter |
| Charles Sellon  | Lem Woodruff  |